# Pearl van der Wissel
Pearl van der Wissel (ur. 14 kwietnia 1984 w Lejdzie) – holenderska piłkarka ręczna, reprezentantka kraju, rozgrywająca. Obecnie występuje w Bundeslidze, w drużynie Thüringer HC.

## Sukcesy
- 2005:  puchar Danii
- 2010:  mistrzostwo Francji
- 2011:  mistrzostwo Niemiec
- 2011:  puchar Niemiec

## Nagrody indywidualne
- 2005: najlepsza lewa rozgrywająca mistrzostw Świata